# Tak und die Macht des Juju
Tak und die Macht des Juju ist eine computeranimierte Fernsehserie von 2007 und 2008. 

## Inhalt
Im Mittelpunkt der Serie steht der 14-jährige Dschungeljunge Tak. Er lebt zusammen mit seinem Stamm, den Pupununu, und ist Lehrling seines Onkels, des Schamanen des Stamms. Dadurch erhält er die mysteriöse Macht des Juju und somit Fähigkeiten, die sonst nur 177-jährige Schamanen haben. 
Tak hat damit die Aufgabe dem Stamm zu helfen und zwischen ihm und der Welt der Juju Geister zu vermitteln. Sehr oft erweist sich Tak für diese Aufgabe als zu unreif und unerfahren. Nur mit der Hilfe seiner Freunde kann er seine täglichen Aufgaben erfüllen.

## Charaktere

### Hauptcharaktere
- Tak ist 14 Jahre alt und Mitglied des Pupununustamms. An seinem Geburtstag erfuhr er, dass ihn Jibolba als Baby auf dem Jujualtar gefunden hat. Tak geschahen bis dahin immer wieder merkwürdige Dinge, die er sich nicht erklären konnte. Nun entdeckte er, dass seine Mutter ein Juju namens Aurora war, die sich mit einem Mann des Pupununustamms eingelassen hatte. Damit ist Tak ein Halbjuju, der seine Kräfte mit Hilfe eines magischen Kristalls bündeln kann. Trotzdem bleibt Tak bei seinem Onkel Jibolba, der ihn zum Schamanen ausbildet. Oft ist er etwas großspurig und angeberisch, aber er tut immer sein bestes für seinen Stamm und seine Freunde.

- Jeera ist Taks beste Freundin. Sie ist etwa in Taks Alter und die jüngste Tochter des Häuptlings. Sie hasst ihre ältere Schwester Zaria, mag keinen Mädchenkram und treibt sich lieber mit Tak und Keeko herum.

- Keeko ist Taks und Jeeras bester Freund. Er ist ein Träumer und Rumtreiber, der gerne Dinge erfindet.

- Banutu Steven Jibolba ist Taks Onkel und Lehrmeister. Er ist der Schamane der Pupununu. Er ist weit über 100 Jahre alt.

### Die Pupununu
- Der Chief ist der Häuptling der Pupununus und der Vater von Jeera und Zaria. Er ist ein Genussmensch, der Essen liebt.
- Zaria ist Jeeras 18-jährige Schwester, die Thronerbin der Pupununu. Sie ist besessen von ihrer perfekten Schönheit.
- Lok ist der Kämpfer des Ortes, ein etwas einfältiger und eingebildeter Mann.
- Baumstammgreis ist der uralte Einsiedler des Stammes, der einen Baumstamm statt Kleidung trägt.
- Maskenmann ist der Schafhirte des Stammes, der immer eine Maske trägt.
- Navis ist Jeeras Haustier.

### Die Jujus
Die Jujus sind eine Art Geister, die in Parallelwelten leben, aber auch in der Welt der Pupununu. Je nach Art haben sie verschiedene (magische) Fähigkeiten, Verhaltensweisen und Vorlieben. Mit Hilfe seines Stabes kann Tak sie herbeirufen oder in ihre Welten reisen.
- Party-Juju macht am liebsten so lange Party, bis seine Exfrau Spaßbremsen-Juju diese beendet.
- Hellseh-Juju sagt den Pupununu die Zukunft voraus, er hat Tak eine spätere Ehe mit der Häuptlingstochter prophezeit
- Abscheulich(keits-Juju) stinkt und sondert ekelhaften Schleim ab.
- Richter-Juju ist die Richterin der Juju. Sie sieht aus wie ein Maiskolben und explodiert zu Popcorn, wenn sie sauer ist. Sie hat ein dreiköpfiges Kind und war mal mit Jibolba verheiratet.
- Verkehrsunfall-Juju wurde einmal von Tak und Keeko überfahren.
- Gramlin-Jujus sind ein Sport-Team.

## Produktion und Veröffentlichung
Die Serie wurde 2007 unter der Regie von Mark Risley nach dem Drehbuch von Nicole Dubuc von Nickelodeon Animation Studios produziert. Die Musik komponierten Shawn Patterson und Guy Moon, die Animationen wurden teils von Red Eye Animation Studios hergestellt. 
Nickelodeon sendete die Serie erstmals vom 31. August 2007 bis zum 29. November 2008 in den USA. Übersetzungen folgten unter anderem ins Spanische, Niederländische und Portugiesische. Die deutsche Erstausstrahlung erfolgte ab dem 8. September 2008 bei Nick Premium, später folgte die Ausstrahlung bei dem Free-TV-Sender Nick.

## Synchronisation
| Rolle   | Englischer Sprecher | Deutscher Sprecher           |
| ------- | ------------------- | ---------------------------- |
| Tak     | Hal Sparks          | Dirk Petrick                 |
| Jeera   | Kari Wahlgren       | Tanja Schmitz                |
| Keeko   | John DiMaggio       | Tim Sander                   |
| Jibolba | Lloyd Sherr         | Bodo Wolf (Synchronsprecher) |
| Chief   | Maurice LaMarche    | Joachim Kaps                 |
| Lok     | Patrick Warburton   | Bernhard Völger              |
| Zaria   | Dannah Feinglass    | Maria Koschny                |

## Auszeichnungen
Die Serie war 2008 in der Sparte Soundeffekte für den Golden Reel Award nominiert.

## Videospiele
Es wurden bereits mehrere Jump'n'Run-Spiele aus dem Hause Avalanche Software veröffentlicht, sowohl für den Game Boy Advance, Nintendo GameCube, Nintendo DS, die PlayStation 2 und die Xbox.
- Tak und die Macht des Juju, 2004 (Plattformen: PS2, NGC, GBA)
- Tak 2 – Der Stab der Träume, 2005 (Plattformen: PS2, NGC, GBA)
- Tak 3 – Die große Juju-Jagd, 2006 (Plattformen: PS2, NGC, GBA, NDS, Xbox)
- Tak 4 – Das Geheimnis des glühenden Kristalls, 2008 (Plattformen: PS2, Wii)
- Tak 5 – Mojo Mistake, 2008 (Plattform: DS) (nur in den USA)